# Arthur von Falkenhayn
Arthur Sebastian Georg Anton von Falkenhayn (* 7. Dezember 1857 in Burg Belchau, Kreis Graudenz; † 10. September 1929 in Berlin) war ein deutscher Jurist, Politiker und politischer Erzieher des Kronprinzen Wilhelm von Preußen.

## Leben

### Werdegang
Arthur von Falkenhayn studierte nach dem Besuch des Gymnasiums in Graudenz Rechts- und Staatswissenschaften in Leipzig, Berlin und Greifswald. Während seines Studiums wurde er 1876 Mitglied der Leipziger Burschenschaft Germania und 1880 der Burschenschaft Germania Greifswald. Nach seinem Studium wurde er 1880 Referendar, schied aber bereits 1883 aus dem Justizdienst aus, um im höheren Verwaltungsdienst zu arbeiten. Nach seinem Assessorexamen 1886 wurde er Regierungsassessor und war als Landratsamtsverwalter im Kreis Bublitz im  Regierungsbezirk Köslin  und in den Kreisen Tarnowitz und Zabrze in der Provinz Schlesien eingesetzt. 1887 wurde er zum Landrat in Zabrze, 1891 zum Landrat in Tarnowitz ernannt. 1898 ging er als Hilfsarbeiter und Vortragender Rat ins Preußische Innenministerium und wurde 1899 Geheimer Regierungsrat, 1902 Geheimer Oberregierungsrat und 1904 nichtständiges Mitglied des Reichsversicherungsamtes. 1912 wurde er Präsident des Kuratoriums der Preußischen Rentenversicherungsanstalt. 1913 wurde er Wirklicher Geheimer Oberregierungsrat. Im Ersten Weltkrieg nahm er teil, zuletzt als Major der Reserve. Er wurde Ministerialrat im Preußischen Innenministerium und Erster Präsident des Kuratoriums der Preußischen Rentenversicherungsanstalt. 1924 ging er in den Ruhestand. Er war noch als ständiger Beisitzer im Landesschiedsgericht beim Preußischen Staatsministerium tätig.
Er war auch als politischer Erzieher des Kronprinzen Wilhelm tätig.
Arthur von Falkenhayn wurde im Grab der Familie auf dem Bornstedter Friedhof beerdigt.

### Familie

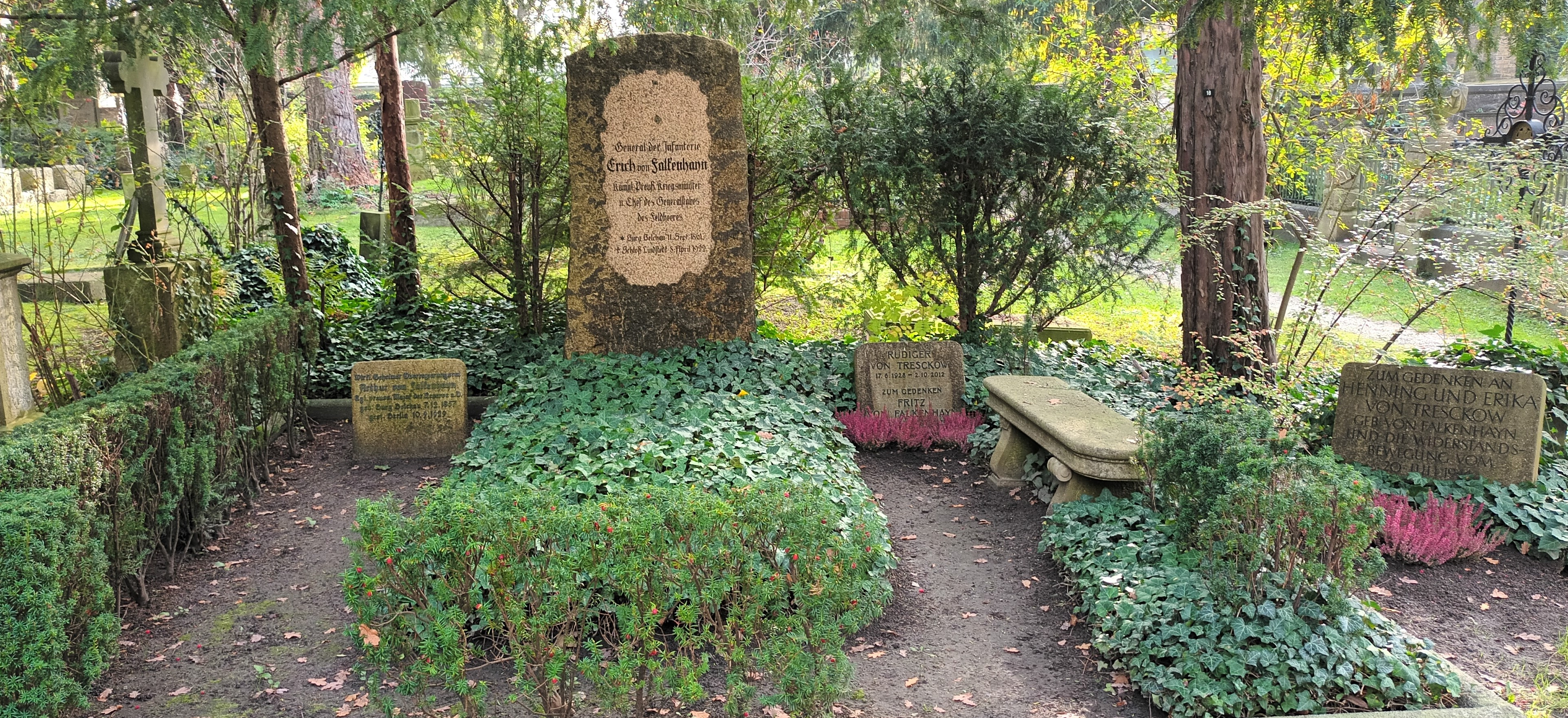
Grab Arthur von Falkenhayn (linker Stein), Familiengrabstätte von Falkenhayn, Bornstedt

Er entstammte dem Adelsgeschlecht Falkenhayn und war der Sohn von Fedor Tassilo von Falkenhayn (* 6. Februar 1814 in Nakel; † 20. Januar 1896 in Tarnowitz) und dessen Ehefrau Franziska, geborene Freiin von Rosenberg (* 26. Juni 1826 in Klötzen; † 14. August 1888 in Graudenz). Sein Vater war Gutsherr auf Belchau und Schwirsen.
Arthur von Falkenhayn hatte zudem sechs Geschwister:
- Anton Georg von Falkenhayn (* 8. September 1849; † 10. Dezember 1910), Rittmeister
- Olga Franziska Helene von Falkenhayn (* 4. März 1851; † 14. Dezember 1919), heiratete 1873 Generalmajor Moritz von Bock (1828–1897) und wurde Mutter des späteren Generalfeldmarschall Fedor von Bock (1880–1945).
- Georg Ferdinand von Falkenhayn (* 17. April 1852; † 25. November 1887)
- Eugen Georg Nikolaus von Falkenhayn (1853–1934), General der Kavallerie
- Erich von Falkenhayn (1861–1922), preußischer General der Infanterie, osmanischer Marschall und im Ersten Weltkrieg preußischer Kriegsminister sowie Chef des Großen Generalstabs
- Kurt Georg Anton von Falkenhayn (* 15. April 1863)

Sein Schwiegervater war Christian Julius von Massenbach.